# Vippachedelhausen
Vippachedelhausen är en Ortsteil i staden Am Ettersberg i Landkreis Weimarer Land i förbundslandet Thüringen i Tyskland. Vippachedelhausen var en kommun fram till den 1 januari 2019 när den uppgick i Am Ettersberg. Kommunen Vippachedelhausen hade 477 invånare 2018.